# Munidopsis edwardsii
Munidopsis edwardsii is een tienpotigensoort uit de familie van de Munidopsidae. De wetenschappelijke naam van de soort is voor het eerst geldig gepubliceerd in 1891 door Wood–Mason.